# Carta (Publikation)
Carta (Eigenschreibweise auch: CARTA) ist ein Onlinemagazin in der Form eines Autoren-Blogs. Es erscheint seit Herbst 2008 und wurde – bis zu dessen Tod – von Robin Meyer-Lucht sowie weiterhin von Wolfgang Michal, Matthias Schwenk und Christoph Kappes herausgegeben. Ab 2012 wurde das Blog von Tatjana Brode, Wolfgang Michal und Leonard Novy weiter betrieben. Im September 2014 schied Wolfgang Michal als Herausgeber aus. Neben Brode und Novy gehören  Stefan Heidenreich und Lukas Franke zum vierköpfigen Herausgeberkreis und bilden zugleich die Redaktion. Seit Juni 2022 „pausiert“ Carta open end.

## Profil
Die Website bietet vor allem analytische Texte, Hintergrundberichte, Meinungsbeiträge und recherchierte Geschichten. Die thematischen Schwerpunkte sind die Beziehungen von Internet und Öffentlichkeit, politische Kommunikation, Medienökonomie, Politische Ökonomie, Medienpolitik und Online-Wahlkampf. Diese Themen werden in den drei Rubriken Politik, Ökonomie, digitale Öffentlichkeit abgehandelt. Des Weiteren gibt es regelmäßige Beiträge zu Themen wie Energie-, Bildungs- und Klimapolitik oder investigativem Journalismus sowie des allgemeinen politischen Feuilletons.
Zu den mehr als 30 Autoren zählen neben den Herausgebern u. a.:
- Liane Bednarz
- Mercedes Bunz
- Peter Glaser
- Wolfgang Gründinger
- Justus Haucap
- Christian Humborg
- Otfried Jarren
- Marie Elisabeth Müller
- Tim Renner
- Stephan Ruß-Mohl
- Franz Sommerfeld
- Michael Spreng
- Frank Stauss
- Petra Thorbrietz
- Julia Thurnau
- Klaus Vater
- Berthold U. Wigger

Am 6. Dezember 2010 schrieb Meyer-Lucht, Carta brauche eine „neue Konzept- und Finanzierungsrunde“ und übergab die operative Leitung an die Herausgeber Matthias Schwenk und Wolfgang Michal sowie an Christoph Kappes, der seit Anfang 2010 regelmäßiger Autor war, und bestellte Christoph Kappes zu einem neuen Mitherausgeber.

## Geschichte
Im März bzw. im Mai 2011 traten die beiden Herausgeber Matthias Schwenk und Christoph Kappes zurück. Im Juni 2011 kündigte Meyer-Lucht aus finanziellen Gründen eine vorläufige „Sommerpause“ und Neuausrichtung der Plattform für die Zeit danach an. Im Kontext des Todes von Robin Meyer-Luchts im September 2011 hieß es, es habe dem Projekt an einer finanziellen Perspektive gefehlt. Andererseits war von Unstimmigkeiten zwischen den Beteiligten die Rede.
Am 26. Januar 2012 wurde bekannt, dass Carta unter der Leitung von Robin Meyer-Luchts Ehefrau Tatjana Brode und Wolfgang Michal fortgeführt werde.
Am 3. Mai 2012 wurde eine erneute Reform von Trägerschaft, Herausgeberschaft und Redaktion bekanntgegeben. Carta wird bereits seit dem März 2012 von einer neu gegründeten Unternehmergesellschaft „Carta UG“ betrieben, deren Gesellschafter Tatjana Brode und Wolfgang Michal sind. Herausgeber sind nun Tatjana Brode, Wolfgang Michal und Leonard Novy. Daneben besteht ein wissenschaftlicher Beirat, dem Gesine Schwan, Wolfgang R. Langenbucher, Otfried Jarren, Juli Zeh, Frank A. Meyer, Lutz Hachmeister, Armin Berger und Frank Westphal angehören. Carta arbeitete seit dieser Zeit mit dem Institut für Medien- und Kommunikationspolitik zusammen. Die Redaktion lag bei Vera Bunse. Zur Vermarktung von Anzeigen gab es seitdem eine Zusammenarbeit mit Zeit Online.
Ebenfalls im Mai 2012 wurde der gemeinnützige Förderverein Carta e. V. gegründet, der das Blog trägt und darüber hinaus „Diskurse [fördert], die über das tagesaktuelle Geschehen hinausgehen und sich analytisch mit dem Wandel der Gesellschaft und der öffentlichen Kommunikation auseinandersetzen“. Jährlich soll ein Robin-Meyer-Lucht-Stipendium an junge Publizisten vergeben werden.
Im September 2014 kam es zu einer Umstrukturierung der Plattform, in deren Folge Wolfgang Michal als Leiter der Redaktion und als Herausgeber ausschied. An seine Stelle trat Christian Stahl. Es hieß: „Hinter den Kulissen gab es Uneinigkeiten zu Organisation und Selbstverständnis“ des Blogs. Die Auseinandersetzung um Leitung und Richtung des Onlinemagazins wurde teilweise öffentlich geführt.
Mitherausgeber von Carta war zwischen Januar 2016 und Dezember 2020 Christian Neuner-Duttenhofer.

## Auszeichnung
Im Juni 2009 wurde Carta mit dem Grimme Online Award in der Kategorie Information ausgezeichnet. In der Begründung der Jury hieß es, Carta biete „professionellen und originären Online-Journalismus, der nicht aus einem Haus der alten Medien stammt.“
Im Juni 2011 wurde Carta mit einem LeadAward als „eines der 12 besten Blogs des vergangenen Jahres“ ausgezeichnet.
Im September 2016 wurde Carta für den LeadAward in der Hauptkategorie Online, „Independent des Jahres“, nominiert und gewann in dieser bei der Verleihung am 10. Oktober 2016.